# Gustavo Marzi
Gustavo Marzi (25 novembre 1908 à Livourne - 14 novembre 1966)  est un escrimeur italien pratiquant le fleuret et le sabre.

## Jeux olympiques
Gustavo Marzi remporte une médaille d'or en fleuret individuel aux Jeux olympiques d'été de 1932 à Los Angeles.
En 1936, il remporte une médaille d'or en équipe, et 5 médailles d'argent en fleuret et sabre en 1928, 1932 et 1936 aux Jeux olympiques.

## Palmarès
- Jeux olympiques d'été
  -  Médaille d'or au fleuret en individuel en 1932
  -  Médaille d'or au fleuret en équipe en 1936
  -  Médaille d'argent au sabre en équipe en 1928
  -  Médaille d'argent au fleuret en équipe en 1932
  -  Médaille d'argent au sabre en équipe en 1932
  -  Médaille d'argent au sabre individuel en 1936
  -  Médaille d'argent au sabre en équipe en 1936